# Cym
cym (eigentlich Simone van Groenestijn; * 1973) ist eine niederländische Künstlerin. Sie studierte Grafik-Design in Amsterdam und arbeitet seit 1996 als Webdesignerin. Seit 1998 ist sie Mitglied der internationalen Künstlerinnengruppe „42“. Seit 1999 lebt sie in Österreich und arbeitet als Netzkünstlerin. In ihren Arbeiten ist cym immer auf der Suche nach Beziehungen zwischen Virtual Reality und dem realen Raum. 2006 wurde ihre Arbeit „No Men’s Land“ mit dem Marianne.von.Willemer.06 Frauen.Netzkunst.Preis ausgezeichnet.

## Projekte
Ihre Arbeiten präsentierte sie unter anderem bei:
- International Festival of Computer Arts, Maribor, Slowenien, 2001
- Fluss Fotowochen, Wolkersdorf, Österreich, 2001 & 2004
- Liquid Music, Judenburg, Österreich, 2002 & 2004
- NetArt Community Congress, Dom im Berg, Graz, Österreich, 2003 & 2005

## Auszeichnungen
- 2006: Marianne-von-Willemer-Preis

## Weblink
- Das Projekt No Men's Land von cym

| Personendaten    | Personendaten                             |
| ---------------- | ----------------------------------------- |
| NAME             | Cym                                       |
| ALTERNATIVNAMEN  | Groenestijn, Simone van (wirklicher Name) |
| KURZBESCHREIBUNG | niederländische Künstlerin                |
| GEBURTSDATUM     | 1973                                      |